# Selaroides leptolepis
Genre
Espèce
Statut de conservation UICN

 LC  : Préoccupation mineure
Le selar à bande dorée (Selaroides leptolepis) est une espèce de poissons de la famille des Carangidae.
C'est la seule espèce du genre Selaroides.

## Description

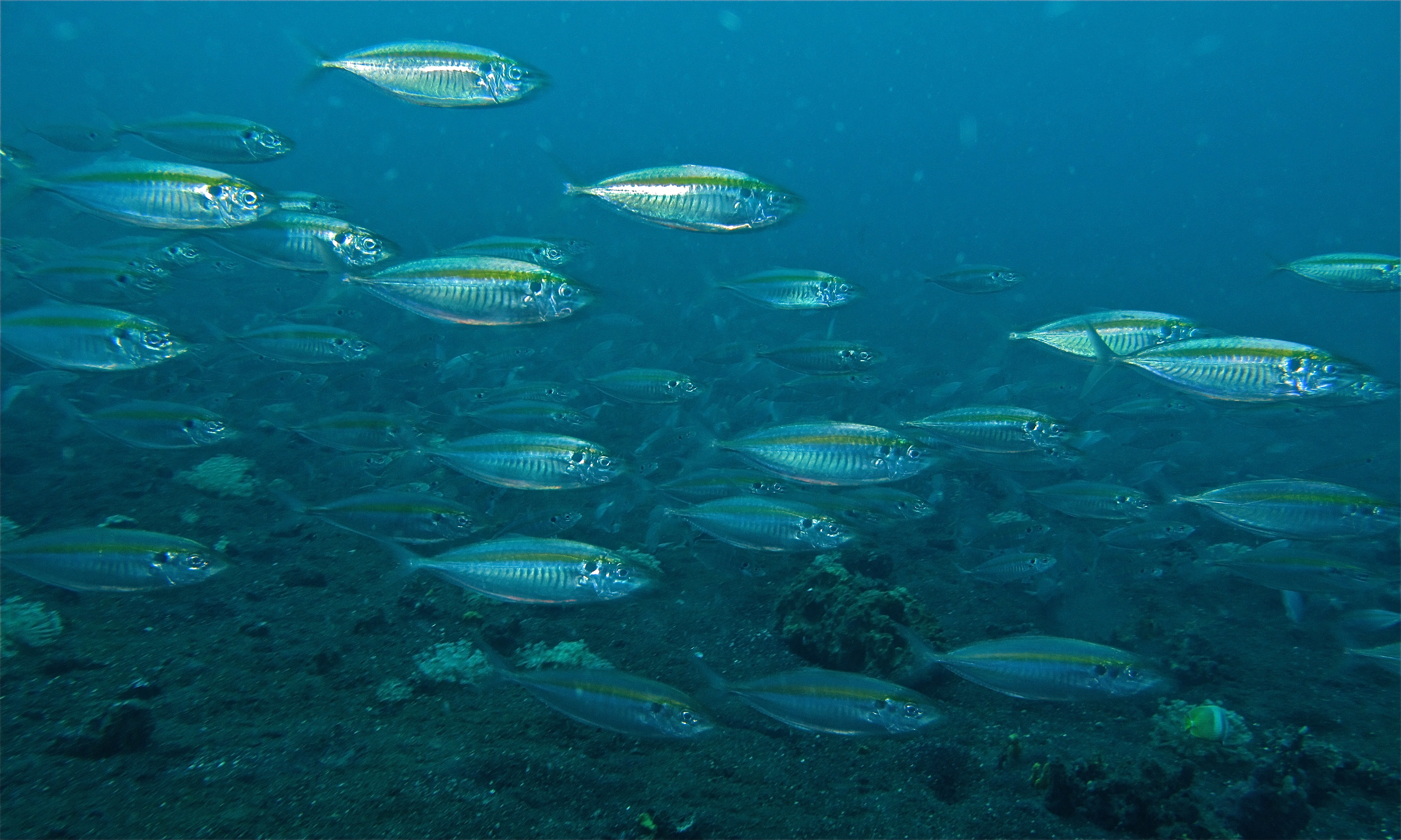
banc de selars à bande dorée (Sulawesi, Indonésie)

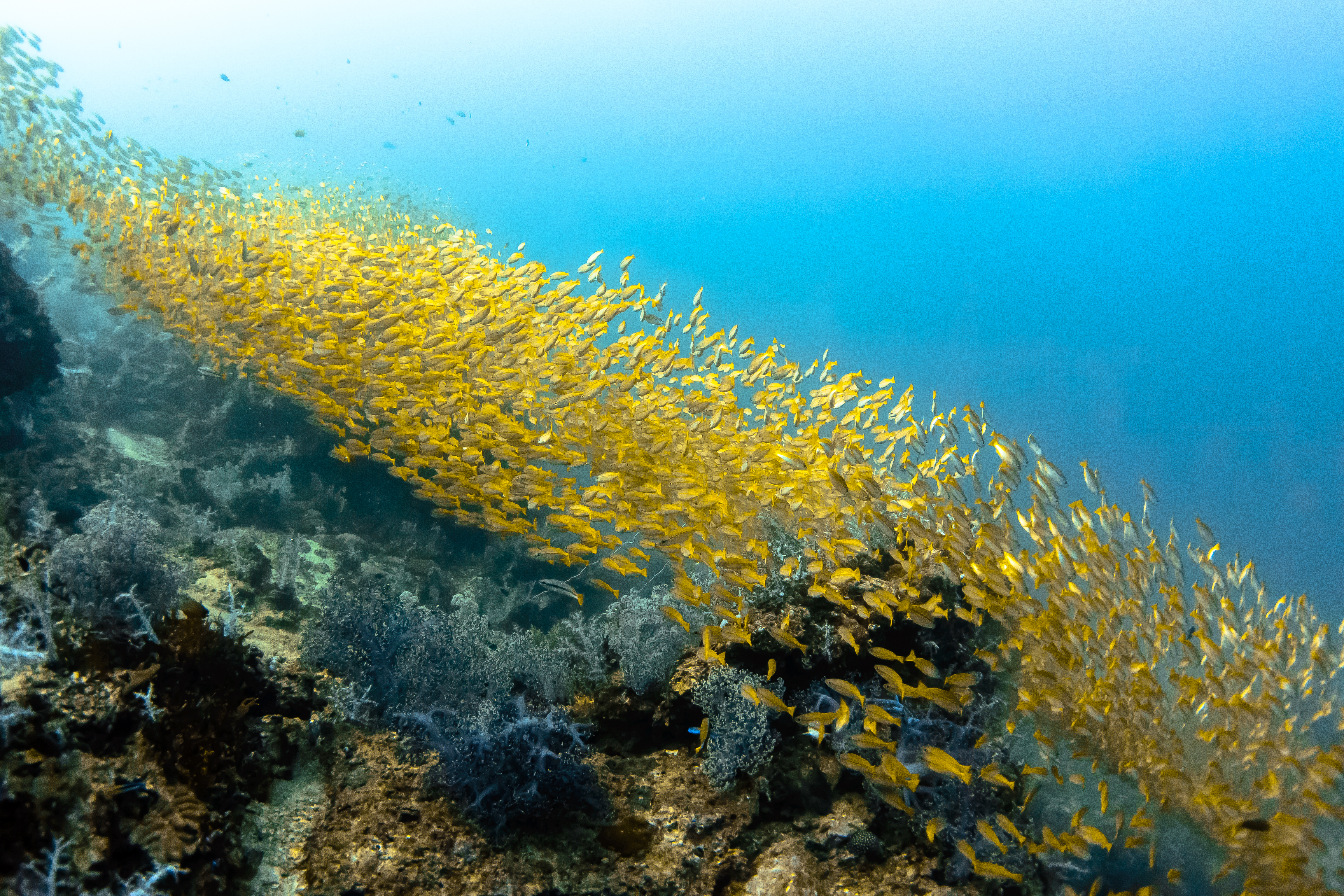
banc de selars à bande dorée (parc national de Koh Lanta, îles de ko Ha, Thaïlande)

C'est un poisson atteignant 15 cm en moyenne (max. 22 cm) qui se rencontre de la surface à 50 m de profondeur dans l'ouest du Pacifique.

## Alimentation
Il se nourrit d'ostracodes, de gastéropodes, de krills et de petits poissons.